# Quark de corrente
Os quarks de corrente ou quarks nus são definidos como os núcleos de quarks constituintes (quarks constituintes sem cobertura) de um quark de valência.
O termo local não desempenha mais nenhum papel para a descrição dos hádrons com os quarks atuais leves No esquema {\displaystyle {\overline {\text{MS}}}} na{\displaystyle \mu =}2 GeV/c2, as massas de quarks são:
| Quark atual   | Massa          | Δx       |
| Down quark    | 4.3–5.2 MeV/c2 | 20–40 fm |
| Up quark      | 1.8–2.8 MeV/c2 | 20–40 fm |
| Strange quark | 92–104 MeV/c2  |          |
| Charm quark   | 1.3 GeV/c2     |          |
| Bottom quark  | 4.2–4.7 GeV/c2 |          |
| Top quark     | 156–176 GeV/c2 |          |